# Лемлих, Клара
Кла́ра Ле́млих Ша́вельсон (англ. Clara Lemlich Shavelson; 28 марта 1886, Городок, Каменец-Подольский уезд, Подольская губерния, Российская империя (ныне Хмельницкая область, Украина) — 12 июля 1982) — американская социалистка, одна из лидеров рабочего движения начала XX века. Возглавляла «Восстание 20 тысяч» — массовую забастовку работниц швейной промышленности Нью-Йорка в 1909 году. Попав в чёрные списки из-за своей профсоюзной деятельности, она стала членом Коммунистической партии США и активисткой движения за защиту прав потребителей. В последние годы жизни в доме престарелых она помогала персоналу организоваться в профсоюз.

## Биография

### Ранние годы на Подолье
Лемлих родилась 28 марта 1886 года в местечке Городок на территории современной Украины в еврейской семье. Воспитанная в преимущественно говорящей на идише среде, юная Лемлих научилась читать по-русски, писала письма за неграмотных соседей и шила петлицы, чтобы собрать деньги для приобретения книг. После того, как один из соседей познакомил её с революционной литературой, Лемлих стала убеждённой социалисткой. Она эмигрировала в Соединённые Штаты со своей семьёй в 1903 году, после Кишинёвского погрома.

### В рабочем движении в США
По прибытии в Нью-Йорк Лемлих смогла найти работу в швейной промышленности. С начала века условия труда там лишь ухудшились. Лемлих вместе со своими коллегами протестовала против долгого рабочего дня, низкой заработной платы и унизительного обращения со стороны начальства. Лемлих вступила в Международный профсоюз работниц швейной промышленности (Межнациональный профсоюз швей/дамских портных, International Ladies' Garment Workers' Union, ILGWU).
Лемлих быстро зарекомендовала себя среди коллег, возглавив несколько забастовок производителей рубашек и бросив вызов руководству профсоюза, в основном мужскому, чтобы организовать работниц лёгкой промышленности. По воспоминаниям современников, в ней сочетались обаяние (она была известна своим певческим голосом) и личная храбрость (полиция арестовывала её 17 раз и сломала ей 6 рёбер; как-то в 1909 году она вернулась на пикет с несколькими сломанными рёбрами после того, как нанятые работодателями гангстеры напали на пикетчиков).

Лемлих стала известна благодаря митингу, состоявшегося у Купер-Юнион 22 ноября 1909 года, чтобы сплотить поддержку бастующих фабричных работниц компаний Triangle Shirtwaist и Leiserson. В течение двух часов ведущие деятели американского рабочего движения и социалистические лидеры Нижнего Ист-Сайда в общих чертах говорили о необходимости солидарности, а президент Американской федерации труда Сэмюель Гомперс привычно призвал к осторожности. Желая реальных действий, а не просто слов, Лемлих взбежала на сцену и произнесла эмоциональную речь на идиш: 
Я выслушала всех ораторов, и у меня больше нет терпения на разговоры. Я работница, одна из тех, кто бастует против невыносимых условий. Я устала от выступающих, произносящих общие фразы. Мы здесь, чтобы принять решение, бастовать или нет. Я предлагаю резолюцию об объявлении всеобщей забастовки – немедленно!
 Толпа восторженно поддержала предложение и проголосовала за всеобщую забастовку, произнеся видоизменённую традиционную еврейскую клятву: «Если я изменю нашему делу, то пусть у меня отсохнет рука, которой я сейчас присягаю». Приблизительно 20 000 из 32 000 занятых в отрасли вышли на забастовку в течение следующих двух дней; это событие станет известно как «Восстание двадцати тысяч». Ведомые Кларой Лемлих девушки-пикетчицы пели еврейские, русские и итальянские песни, противостоя нанятым хозяевами бандитам, штрейкбрехерам и полиции (за месяц задержавшей 732 забастовщиц). Лемлих играла ведущую роль в привлечении прочих рабочих, выступая на митингах, пока не потеряла голос. Вскоре всеобщую забастовку в лёгкой промышленности поддержали 60 тысяч работников других сфер. Забастовка продолжалась до 10 февраля 1910 года, закончившись подписанием коллективных договоров с профсоюзами почти во всех цехах, кроме Triangle Shirtwaist.
В течение следующего года Triangle Shirtwaist стала синонимом «потогонки». 25 марта 1911 года в результате пожара на фабрике погибли почти 150 швейных рабочих. Лемлих обыскала склад оружия, куда были доставлены тела погибших от пламени или падения с высоты, в поисках пропавшей двоюродной сестры; газетный репортёр стал свидетелем её смеха сквозь слёзы, когда она её не нашла.

### Борьба за всеобщее избирательное право

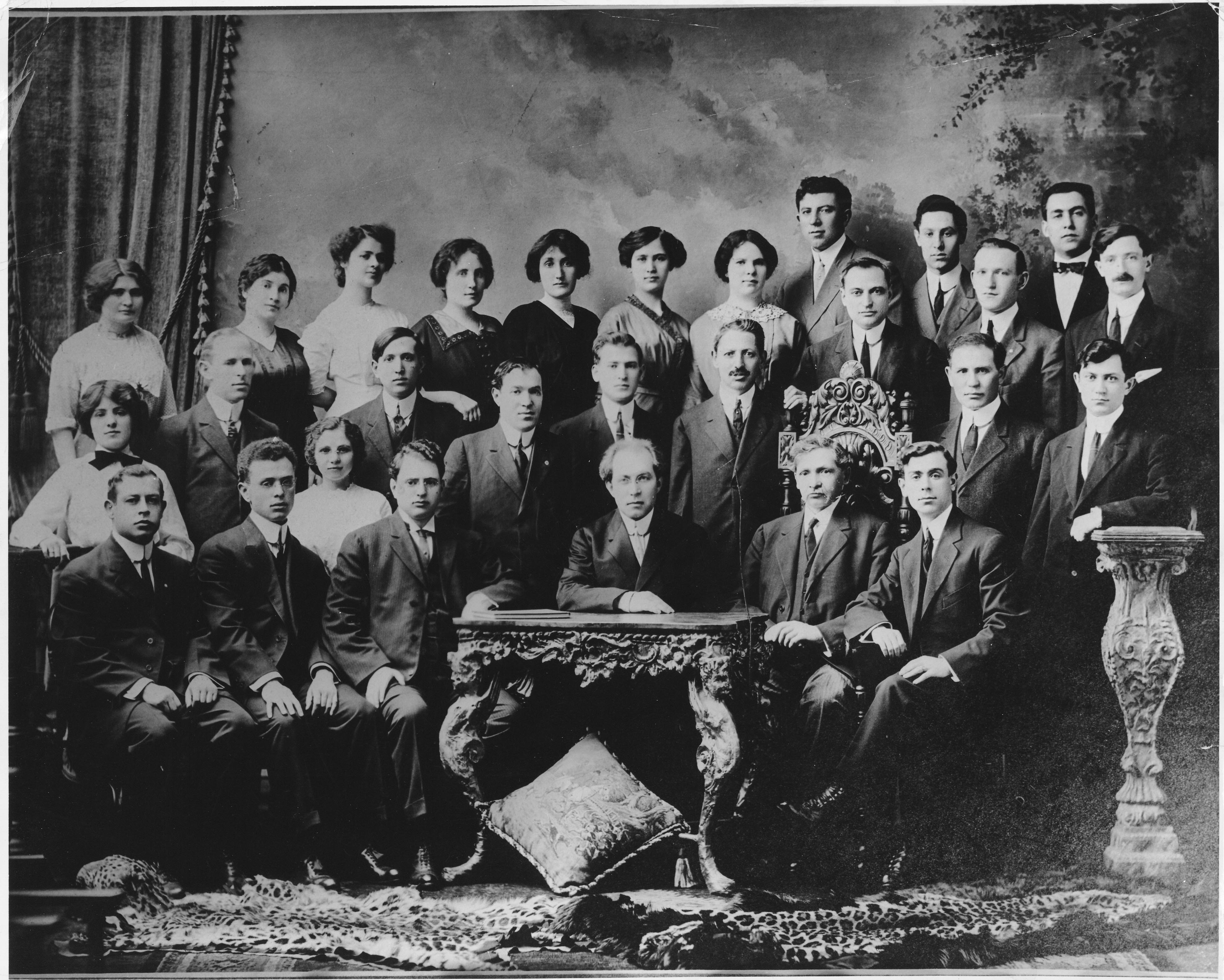
Групповая фотография Исполнительного совета 25-го местного отделения ILGWU, на которой присутствуют Клара Лемлих (верхний ряд, третья слева) и Моррис Хиллквит (нижний ряд, второй справа).

Угодив в чёрные списки в текстильной отрасли (никто из работодателей не хотел брать на работу предводительницу рабочего протеста) и вступив в противоречие с консервативным руководством ILGWU, Лемлих посвятила себя борьбе за избирательное право для женщин. Как и её товарищи Роуз Шнайдерман и Полин Ньюман, Лемлих представляла всеобщее избирательное право как необходимое для улучшения жизни работающих женщин как на рабочем месте, так и вне его.
У работниц-социалисток Лемлих, Ньюман и Шнайдерман были как политические, так и личные разногласия с суфражистками из высшего и среднего класса, возглавлявшими движение за избирательные права. Менее чем через год после найма Лемлих на должность освобождённой работницы в кампании за всеобщее избирательное право в 1911 году, Мэри Берд уволила её по не до конца понятным причинам.
Лемлих продолжила свою деятельность по борьбе за всеобщее избирательное право, основав вместе с Шнайдерман, Леонорой О’Рейли и другими швеями Лигу избирательных прав наёмных работниц — пролетарскую альтернативу суфражистским организациям среднего класса. Тем не менее, хотя Лига принимала в члены только женщин из рабочего класса, она входила в Национальную американскую ассоциацию женских избирательных прав — организацию, альтернативой которой она себя видела — а не в Женский комитет Социалистической партии Америки.
Лига суфражисток наемного работника прекратила свое существование, однако, после организации успешного митинга в Купер Юнион, на котором выступили Лемлих, Шнайдерман и другие. Лемлих продолжала свою избирательную деятельность в Женской профсоюзной лиге, в то время как Шнайдерман, вышедшая из WTUL в то время, перешла работать в ILGWU, прежде чем вернуться в WTUL несколько лет спустя. Другие активисты, такие как Полин Ньюман, работали под эгидой Социалистической партии, которая поддерживала избирательное право, хотя многие в руководстве считали, что это отвлекает от более неотложных дел классовой борьбы.

### Коммунистическая партия и защита интересов потребителей
Лемлих вышла за Джо Шавельсона в 1913 году. Она стала матерью Ирвинга Чарльза Велсона, Марты Шавельсон Шаффер и Риты Шавельсон Маргулес. Переехав в рабочий район в восточном Нью-Йорке, а затем на Брайтон-Бич, она посвятила себя воспитанию детей и попыткам органайзинга домохозяек.
Этим пытались заниматься и до неё: еврейские домохозяйки в Нью-Йорке бойкотировали кошерных мясников в знак протеста против высоких цен в самом начале двадцатого века, а Бруклинский союз жильцов боролся с выселением. После вступления в Коммунистическую партию, не уделявшую особого внимания организации потребителей, Лемлих и Кейт Гитлоу, попытались организовать союз домохозяек, который бы занимался не только проблемами потребителей, но и жильём с образованием. Их организация также собрала деньги и организовала помощь бастующим в Пассейике (штат Нью-Джерси), во время ожесточённой стачки 1926 года.
В 1929 году, после того как Коммунистическая партия создала Комиссию по делам женщин, Лемлих учредила Объединённый совет женщин рабочего класса (UCWCW), который в конечном итоге обзавёлся почти 50 филиалами в Нью-Йорке, а также отделениями в Филадельфии, Сиэтле, Чикаго, Лос-Анджелесе, Сан-Франциско и Детройте. Организация была сформирована из членов КП США, но не заставляла беспартийных членов Совета присоединяться к партии.
UCWCW возглавил массовый бойкот мясных магазинов в знак протеста против высоких цен на мясо в 1935 году, закрыв более 4000 мясных магазинов в Нью-Йорке. Забастовка стала общенациональной, и UCWCW получил поддержку за пределами еврейской и афроамериканской общин, которой он был ограничен в Нью-Йорке.
В последующие годы UCWCW переименовал себя в Советы прогрессивных женщин (PWC) в рамках политики «народных фронтов» того времени. Хотя партия прекратила поддержку советов и публикаций, предназначенных для женщин, в 1938 году, Лемлих продолжала активно участвовать в работе PWC и была местным лидером организации после её присоединения к Международному ордену рабочих (IWO) в 1940-х годах. Советы организовали даже более широкие бойкоты против высоких цен в 1948 и 1951 годах, прежде чем обвинения в зависимости от Коммунистической партии подкосили их в начале 1950-х годов; IWO был распущен штатом Нью-Йорк в 1952 году.

### Поздние годы
Лемлих продолжала свою деятельность в составе Федерации еврейских женских клубов имени Эммы Лазарус, собиравшей средства для организации «Красный Маген Давид», протестовала против ядерного оружия, проводила кампании за ратификацию Конвенции Организации Объединённых Наций о геноциде, выступала против войны во Вьетнаме и создала союз с афроамериканской женской организацией за гражданские права Sojourners for Truth. Лемлих также принимала активное участие в деятельности советов безработных и в создании Совета Эммы Лазарус, поддерживавшего права арендаторов в борьбе против принудительных выселений.
Лемлих оставалась непоколебимым членом Коммунистической партии, осуждая суд и казнь Розенбергов. Её паспорт был аннулирован после поездки в Советский Союз в 1951 году. Выйдя на пенсию в 1954 году, она долго боролась, чтобы её получить. После смерти своего второго мужа она переехала в Калифорнию, чтобы быть рядом со своими детьми и родственниками. В 1960-х годах, поселившись в еврейском доме престарелых в Лос-Анджелесе, она убедила его штат организоваться в профсоюз, а также присоединиться к бойкотам солидарности с профобъединением Объединённые сельскохозяйственные рабочие.